# Andréi Jarlov
Andréi Vasílievich Jarlov (en ruso: Андрей Васильевич Харлов, transliterado al inglés como Kharlov; 20 de noviembre de 1968 - 15 de junio de 2014) fue un gran maestro de ajedrez ruso.

## Resultados en torneos
En 1992 recibió el título de Gran Maestro después de empatar en el primer lugar en los campeonatos nacionales rusos de 1990. Desde entonces, Jarlov ganó la Eurocopa de 1996, en 1998 y el Club Copa de Rusia con el equipo de ajedrez de Kazán. En 2000 empató el primer lugar en el Campeonato Nacional de Rusia en Samara y empató el primer lugar en el Campeonato de Europa Individual de ajedrez en Saint-Vincent. Participó en el Campeonato Mundial de Ajedrez de la FIDE 2000, cuando fue noqueado por Veselin Topalov en la segunda ronda. En el Campeonato Mundial de Ajedrez de la FIDE 2004 avanzó a la quinta ronda (octavos de final), pero de nuevo fue noqueado por Topalov. En 2005 se terminó compartiendo por primera vez en el Abierto de Aeroflot, sólo para perder el título en la muerte súbita.

## Muerte
La muerte de Jarlov fue anunciada por la Federación de Ajedrez de Rusia el 15 de junio de 2014; no se indicó la causa de la muerte. Había jugado en un torneo en Kazán la semana anterior.